# CBEFF
CBEFF (аббр. от англ. Common Biometric Exchange File Format) — единый формат представления биометрических данных, который был предложен NIST в 2001 году для замены биометрических форматов, используемых производителями различных сегментов биометрического рынка в своём оборудовании и программном обеспечении. При создании CBEFF были учтены все возможные аспекты его применения, в том числе криптография, многофакторная биометрическая идентификация и интеграция с карточными системами идентификации.
Связанные стандарты: NISTIR 6529 (2001), NISTIR 6529-A (2004), ANSI INCITS 398-2005, ISO/IEC 19785-1 (2006)